# Dipogon (животное)
Dipogon (лат.) — род дорожных ос (Pompilidae).

## Распространение
Новый Свет: от Канады до Аргентины. Ранее для СССР указывалось 11 видов, а для Европы около 7 видов. Но после пересмотра классификации и выделения подродов (Deuteragenia, Myrmecodipogon, Nipponodipogon, Stigmatodipogon, Winnemanella) в отдельные роды в составе таксона Dipogon (в узком объёме) остались только американские виды.

## Описание
Передние крылья обычно с 2 перевязями. 1-й сегмент брюшка широкий, резко расширяется кзади. Откладывают яйца на пауков.

## Классификация
Около 15 видов. Включён в состав трибы Deuterageniini.
- Dipogon anasazi Evans, 2000
- Dipogon brevis (Cresson, 1867)
- Dipogon diablo Wasbauer, 1960
- Dipogon graenicheri Banks, 1939
- Dipogon kiowa Evans, 2000
- Dipogon konza Evans, 2000
- Dipogon leechi Wasbauer, 1960
- Dipogon lignicolus Evans, 1987
- Dipogon moctezuma Evans, 1974
- Dipogon paludis Townes, 1957
- Dipogon parkeri Wasbauer, 1966
- Dipogon populator Fox, 1897
- Dipogon pygmaeus Townes, 1957
- Dipogon texanus Banks, 1944
  - Dipogon t. texanus Banks, 1944
  - Dipogon t. chapalae Evans, 1974

Ранее в Dipogon включали виды:
- Dipogon austriacus Wolf, 1964
- Dipogon bifasciatus (Geoffroy, 1785)
- Dipogon hircanum (Fabricius, 1798)
- Dipogon monticolus Wahis, 1972
- Dipogon subintermedius (Magretti, 1886)
- Dipogon variegatus (Linnaeus, 1758)
- Dipogon vechti Day, 1979